# 8e cérémonie des Screen Actors Guild Awards
La 8e cérémonie des Screen Actors Guild Awards, décernés par la Screen Actors Guild, a eu lieu le 9 mars 2002, et a récompensé les acteurs et actrices du cinéma et de la télévision ayant tourné en 2001.

## Palmarès et nominations

### Cinéma

#### Meilleur acteur dans un premier rôle
- Russell Crowe pour le rôle de John Nash dans Un homme d'exception (A Beautiful Mind)
  - Sean Penn pour le rôle de Sam Dawson dans Sam, je suis Sam (I Am Sam)
  - Tom Wilkinson pour les rôles de Matt Fowler  dans In the Bedroom
  - Denzel Washington pour le rôle de Alonzo Harris dans Training Day
  - Kevin Kline pour le rôle de George Monroe dans La Maison sur l'océan (Life as a House)

#### Meilleure actrice dans un premier rôle
- Halle Berry pour le rôle de Letizia Musgrove dans À l'ombre de la haine (Monster's Ball)
  - Jennifer Connelly pour le rôle d'Alicia Nash dans Un homme d'exception (A Beautiful Mind)
  - Judi Dench pour le rôle de Iris Murdoch dans Iris
  - Sissy Spacek pour le rôle de Ruth Fowler dans In the Bedroom
  - Renée Zellweger pour le rôle de Bridget Jones dans Le Journal de Bridget Jones ('Bridget Jones's Diary)

#### Meilleur acteur dans un second rôle
- Ian McKellen pour le rôle de Gandalf dans Le Seigneur des anneaux : La Communauté de l'anneau (The Lord of the Rings: The Fellowship of the Ring)
  - Jim Broadbent pour le rôle de John Bayley dans Iris
  - Hayden Christensen pour le rôle de Sam Monroe dans La Maison sur l'océan (Life as a House)
  - Ethan Hawke pour le rôle de Jake Hoyt dans Training Day
  - Ben Kingsley pour le rôle de Don Logan dans Sexy Beast

#### Meilleure actrice dans un second rôle
- Helen Mirren pour le rôle de Mrs. Wilson dans Gosford Park
  - Cate Blanchett pour le rôle de Kate Wheeler dans Bandits
  - Judi Dench pour le rôle de Agnis Hamm dans Terre Neuve
  - Cameron Diaz pour le rôle de Julie Gianni dans Vanilla Sky
  - Dakota Fanning pour le rôle de Lucy Dawson dans Sam, je suis Sam (I Am Sam)

#### Meilleure distribution
- Gosford Park
  - Un homme d'exception (A Beautiful Mind)
  - In the Bedroom
  - Le Seigneur des anneaux : La Communauté de l'anneau (The Lord of the Rings: The Fellowship of the Ring)
  - Moulin Rouge (Moulin Rouge!)

### Télévision
Note : le symbole « ♕ » rappelle le gagnant de l'année précédente (si nomination).

#### Meilleur acteur dans une série dramatique
- Martin Sheen pour le rôle de Jed Bartlet dans À la Maison-Blanche (The West Wing) ♕
  - Peter Krause pour le rôle de Nate Fisher dans Six Feet Under (Six Feet Under)
  - Dennis Franz pour le rôle de Andy Sipowicz dans New York Police Blues (NYPD Blue)
  - James Gandolfini pour le rôle de Tony Soprano dans Les Soprano (The Sopranos)
  - Richard Dreyfuss pour le rôle de Max Bickford dans The Education of Max Bickford

#### Meilleure actrice dans une série dramatique
- Allison Janney pour le rôle de CJ Cregg dans À la Maison-Blanche (The West Wing) ♕
  - Edie Falco pour le rôle de Carmela Soprano dans Les Soprano (The Sopranos)
  - Stockard Channing pour le rôle de Abbey Bartlet dans À la Maison-Blanche (The West Wing)
  - Tyne Daly pour le rôle de Maxine Gray dans Amy (Judging Amy)
  - Lorraine Bracco pour le rôle du Dr Jennifer Melfi dans Les Soprano (The Sopranos)
  - Lauren Graham pour le rôle de Lorelai Gilmore dans Gilmore Girls

#### Meilleure distribution pour une série dramatique
- À la Maison-Blanche (The West Wing) ♕
  - Les Experts (CSI)
  - New York, police judiciaire (Law & Order)
  - Six Feet Under (Six Feet Under)
  - Les Soprano (The Sopranos)

#### Meilleur acteur dans une série comique
- Sean Hayes pour le rôle de Jack McFarland dans Will et Grace (Will & Grace)
  - Peter Boyle pour le rôle de Frank Barone dans Tout le monde aime Raymond (Everybody Loves Raymond)
  - Kelsey Grammer pour le rôle de Frasier Crane dans Frasier
  - David Hyde Pierce pour le rôle de Niles Crane dans Frasier
  - Ray Romano pour le rôle de Ray Barone dans Tout le monde aime Raymond (Everybody Loves Raymond)

#### Meilleure actrice dans une série comique
- Megan Mullally pour le rôle de Karen Walker dansWill et Grace (Will & Grace)
  - Kim Cattrall pour le rôle de Samantha Jones dans Sex and the City
  - Jennifer Aniston pour le rôle de Rachel Green dans Friends
  - Patricia Heaton pour le rôle de Debra Barone dans Tout le monde aime Raymond (Everybody Loves Raymond)
  - Sarah Jessica Parker pour le rôle de Carrie Bradshaw dans Sex and the City ♕

#### Meilleure distribution pour une série comique
- Sex and the City
  - Tout le monde aime Raymond (Everybody Loves Raymond)
  - Frasier
  - Friends
  - Will et Grace (Will & Grace) ♕

#### Meilleur acteur dans un téléfilm ou dans une minisérie
- Ben Kingsley pour le rôle d'Otto Frank dans Anne Frank (Anne Frank: The Whole Story)
  - Alan Alda pour le rôle de Willie Walters dans Club Land
  - Richard Dreyfuss pour le rôle d'Alexander Haig dans The Day Reagan Was Shot
  - James Franco pour le rôle de James Dean dans James Dean
  - Gregory Hines pour le rôle de Bill "Bojangles" Robinson dans Bojangles

#### Meilleure actrice dans un téléfilm ou dans une minisérie
- Judy Davis pour le rôle de Judy Garland dans Life with Judy Garland: Me and My Shadows
  - Angela Bassett pour le rôle de Ruby Delacroix dans Ruby's Bucket of Blood
  - Anjelica Huston pour le rôle de Vivianne dans Les Brumes d'Avalon (The Mists of Avalon)
  - Sissy Spacek pour le rôle de Sibyl Danforth dans Midwifery
  - Emma Thompson pour le rôle de Vivian Bearing dans Wit

### Screen Actors Guild Life Achievement Award
- Clint Eastwood

## Récompenses et nominations multiples

### Nominations multiples

#### Cinéma
3 : Un homme d'exception, In the Bedroom
2 : Gosford Park, Le Seigneur des anneaux : La Communauté de l'anneau, Iris, Training Day, La Maison sur l'océan, Sam, je suis Sam

#### Télévision
4 : Les Soprano, À la Maison-Blanche, Tout le monde aime Raymond
3 : Will et Grace, Sex and the City, Frasier
2 : Six Feet Under, Friends

#### Personnalités
- 2 : Judi Dench

### Récompenses multiples

#### Cinéma
2/2 : Gosford Park

#### Télévision
3/4 : À la Maison-Blanche
2/3 : Will et Grace